# Новопилипівська сільська рада
| Новопилипівська сільська рада — колишній орган місцевого самоврядування у Мелітопольському районі Запорізької області з адміністративним центром у с. Новопилипівка. Історична дата утворення: в 1918 році. Водоймища на території, підпорядкованій даній раді: р. Молочна. Сільській раді підпорядковані населені пункти: - с. Новопилипівка - с. Оленівка - с-ще Соснівка - с. Тихонівка |

## Склад ради
Рада складається з 18 депутатів та голови.

### Керівний склад ради
| ПІБ                             | Основні відомості                                                                                     | Дата обрання | Дата звільнення |
| ------------------------------- | --- | ------------ | --------------- |
| Федорченко Віктор Станіславович | Сільський голова, 1963 року народження, освіта, член Соціал-демократичної партії України (об'єднаної) | 26.03.2006   | 31.10.2010      |

Примітка: таблиця складена за даними джерела